# جونیور لویس
جونیور لویس (انگلیسی: Junior Lewis؛ زادهٔ ۹ اکتبر ۱۹۷۳) بازیکن فوتبال اهل بریتانیا است.
از باشگاه‌هایی که در آن بازی کرده‌است می‌توان به باشگاه فوتبال هندون، باشگاه فوتبال فولام، باشگاه فوتبال گیلینگام، باشگاه فوتبال برنتفورد، باشگاه فوتبال هال سیتی، باشگاه فوتبال سوئیندون تاون، باشگاه فوتبال میلتون کینز دونز، باشگاه فوتبال دوور اتلتیک، باشگاه فوتبال برایتون اند هوو آلبیون، باشگاه فوتبال لستر سیتی، و باشگاه فوتبال استیونج اشاره کرد.